# Pablo Ortiz (meksykański piłkarz)
Pablo Nicolás Ortiz Orozco (ur. 5 kwietnia 2002 w Colimie) – meksykański piłkarz występujący na pozycji lewego obrońcy, od 2023 roku zawodnik Querétaro.